# Belliena flavimana
Belliena flavimana là một loài nhện trong họ Salticidae.
Loài này thuộc chi Belliena. Belliena flavimana được Eugène Simon miêu tả năm 1902.